# Pyrunculus hoernesi
Pyrunculus hoernesi is een slakkensoort uit de familie van de Retusidae. De wetenschappelijke naam van de soort is voor het eerst geldig gepubliceerd in 1866 door Weinkauff.